# قيوك (ألقورات)
قیوك (بالفارسية: غیوک) هي مستوطنة تقع في إيران في قسم ألقورات الريفي. يقدر عدد سكانها بـ 171 نسمة .